# North American A-5 Vigilante
Il North American A-5 Vigilante era un bombardiere strategico supersonico imbarcato bimotore a getto prodotto dall'azienda statunitense North American Aviation negli anni sessanta.
Richiesto dalla United States Navy per sostituire il Douglas A-3 Skywarrior, venne impiegato brevemente nel ruolo di bombardiere, fu tuttavia intensamente impiegato nella sua variante da ricognizione strategica, l'RA-5C Vigilante, durante la guerra del Vietnam.
Prima del 1962, anno in cui venne unificata la convenzione di designazione con l'USAF, la sua designazione ufficiale, in servizio con la U.S. Navy, era A3J Vigilante.

## Storia del progetto
Il progetto del Vigilante nacque su iniziativa privata della North American Aviation: specificamente la divisione con sede a Columbus nel novembre del 1953 affidò ad un team guidato da Frank G. Compton la responsabilità di sviluppare un aereo che potesse costituire un valido strumento con capacità nucleari, in grado di operare dalle portaerei della flotta.
L'obiettivo della compagnia era quello di realizzare un velivolo con capacità supersoniche che ricoprisse il ruolo in precedenza svolto dai North American AJ Savage e, poi, dai Douglas A-3 Skywarrior. Il progetto, denominato NAGPAW (acronimo di North American General Purpose Attack Weapon, traducibile dalla lingua inglese come "Arma d'attacco per uso generico" (della) North American"), ricevette in un secondo momento il codice identificativo interno NA-233.
Offerto, senza specifica richiesta, all'U.S. Navy, il progetto riguardava nella sua prima stesura un velivolo destinato all'attacco a bassa quota: tale impostazione concettuale prevedeva quindi la realizzazione di un velivolo con superficie alare ridotta (e, conseguentemente, elevato valore di carico alare) al fine di consentire il raggiungimento di elevate velocità (nell'ordine di Mach 2) a bassa quota. Questa configurazione, tuttavia, non era in grado di soddisfare le aspettative dell'aviazione di marina che riteneva necessario poter far decollare il velivolo da una portaerei anche in assenza di vento; si rese quindi necessario un intervento sulla configurazione delle ali, senza (tra l'altro) poter prendere in considerazione un'ala a geometria variabile, soluzione allora scartata dopo il recente abbandono del progetto del Grumman XF10F Jaguar.

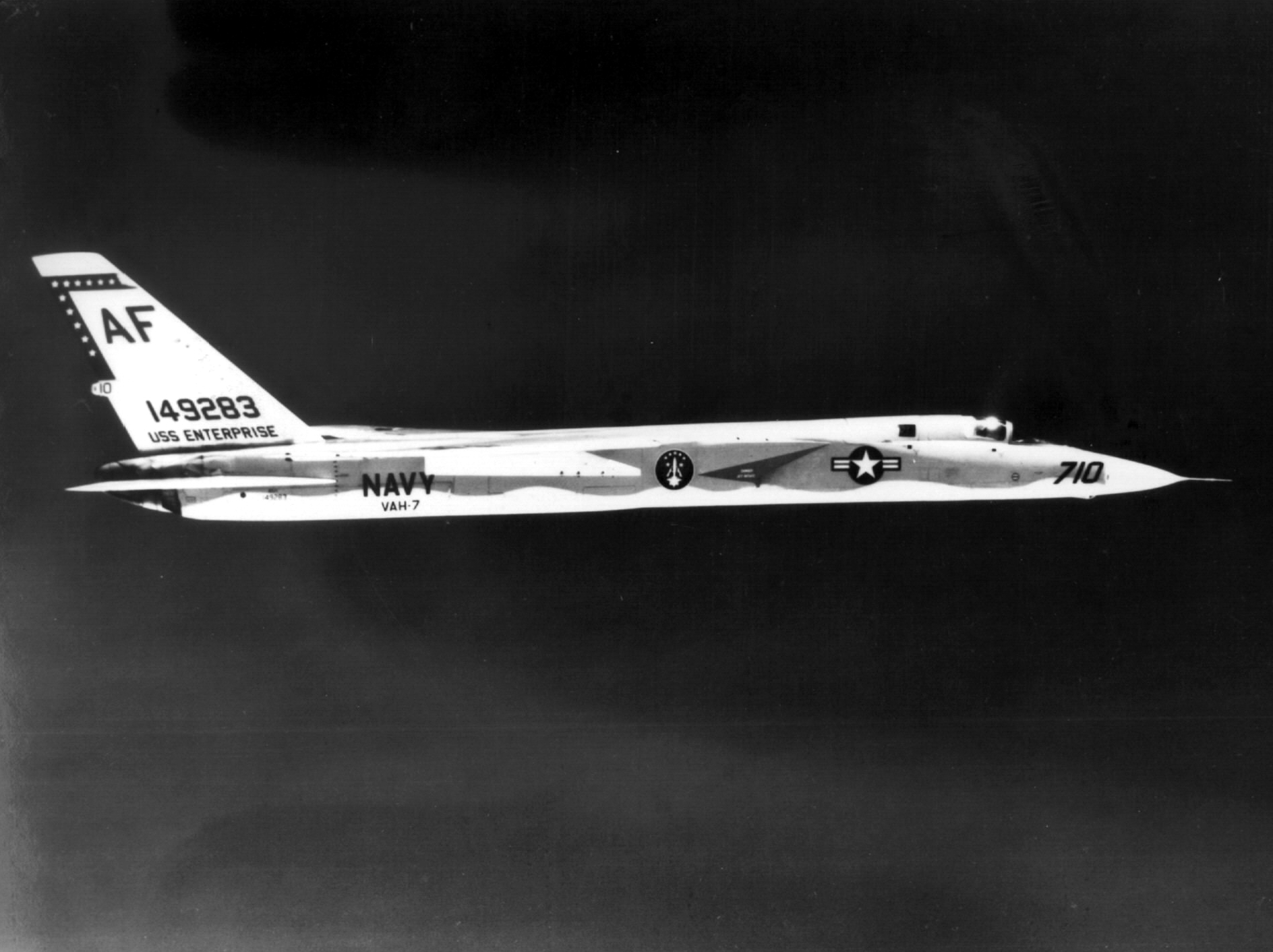
Un Vigilante nella versione A-5A, con le insegne dello Squadron VAH-7, imbarcato a bordo della.

Al termine del confronto con le autorità militari, alla North American venne dato il benestare per la realizzazione di due prototipi: tra le differenze ancora riscontrabili rispetto alla proposta originaria vi era la conformazione degli impennaggi (con deriva singola e non più doppia ma, poiché più alta, ripiegabile sul lato sinistro per consentire lo stivaggio del velivolo negli hangar delle portaerei). Venne anche abbandonata l'idea di installare un motore a razzo aggiuntivo, utile al fine di allontanarsi velocemente dal punto dell'eventuale sgancio dell'ordigno nucleare, in quanto la marina riteneva inutilmente pericolosa la gestione dei relativi combustibili e comburenti (quest'ultimo, in particolare, avrebbe dovuto essere perossido di idrogeno) a bordo delle navi.
Realizzati tra il 1957 ed il 1958 i due prototipi furono portati in volo rispettivamente l'ultimo giorno di agosto e nel novembre del 1958 e, come previsto, ricevettero la designazione YA3J-1.
La successiva evoluzione del Vigilante fu condizionata in parte da fattori tecnici derivanti dalla difficoltosa messa a punto del sistema di sgancio del carico offensivo (mai definitivamente risolti), ma ancora maggior influenza ebbero elementi di natura politica: in quegli stessi anni stavano entrando in servizio i sottomarini lanciamissili balistici e la marina decise di dare priorità a questi mezzi come arma strategica. La combinazione di questi fattori, unitamente all'elevato costo del velivolo (rispetto ai più recenti aerei da attacco come il Grumman A-6 Intruder), portò la marina ad individuare il nuovo ruolo di ricognitore per il bimotore della North American, determinando l'interruzione nella produzione della seconda variante per il bombardamento (AJ3-2 o A-5B) per lasciare definitivamente spazio a quella da ricognizione fotografica (A3J-3P o RA-5C), anche se inizialmente le due versioni erano state sviluppate in modo parallelo.
In ogni caso, dal punto di vista strutturale, la versione A-5B e la RA-5C erano sostanzialmente uguali e le differenze erano costituite dalla dotazione strumentale oltre che dalla totale assenza di armamento offensivo nella versione destinata alla ricognizione, il che consentiva di utilizzare lo spazio e la capacità di carico resesi disponibili per incrementare la capienza dei serbatoi di carburante e, di conseguenza, l'autonomia operativa del velivolo.
Complessivamente gli stabilimenti di Columbus della North American realizzarono 156 esemplari del Vigilante, compresi i due prototipi; la linea produttiva chiuse definitivamente nel corso del 1970.

## Tecnica

### Cellula

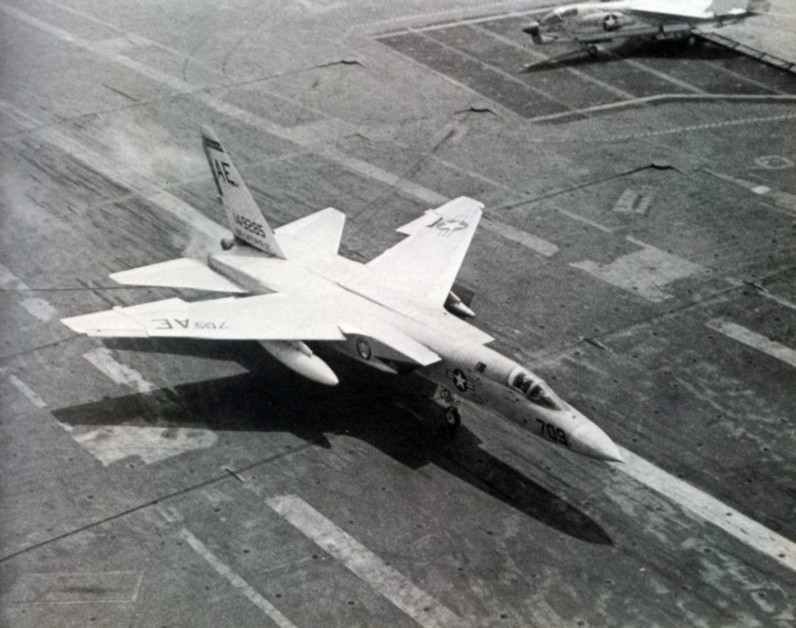
Veduta superiore di un A-5A in atterraggio, ancora sulla Enterprise.

Il Vigilante era un bireattore ad ala alta dalle linee affusolate ed eleganti; si caratterizzava per l'impiego di titanio nella realizzazione della struttura, materiale particolarmente indicato per resistere alle elevate temperature generate dal volo ad elevate velocità.
La fusoliera, di sezione rettangolare, alloggiava all'estremità di prua, all'interno di un radome di forma conica, l'apparecchiatura radar. La cabina di pilotaggio, all'interno della quale il pilota ed il navigatore erano disposti in tandem, era ricavata immediatamente dopo il cono di prua; il navigatore, che sedeva posteriormente, era sistemato all'interno di una postazione racchiusa nel corpo del velivolo, dotata solo di due piccole vetrature (una per lato). L'intenzione iniziale dei progettisti era di creare un ambiente completamente privo di aperture all'esterno, al fine di consentire all'addetto la più agevole visione degli schermi degli strumenti di bordo interamente computerizzati e nell'intento di preservarlo dal lampo dell'esplosione nucleare che sarebbe avvenuta a compimento della missione, ma le prime reazioni a tale idea consigliarono una soluzione di compromesso.
I due membri dell'equipaggio erano dotati di sistema di eiezione di sicurezza: il pilota poteva comandare l'attivazione dell'eiezione di entrambi mentre il navigatore aveva il controllo esclusivamente della propria postazione; il sistema nei velivoli della versione A-5A funzionava solo in caso di velocità superiori ai 100 nodi (poco più di 185 km/h), mentre nelle versioni successive venne sostituito con uno di tipo zero-zero.
Sebbene dotato di sonda per il rifornimento in volo, a partire dalla seconda versione, il Vigilante fu dotato di un serbatoio aggiuntivo di carburante che permetteva di incrementarne considerevolmente l'autonomia operativa; tale modifica era resa percettibile esteriormente dalla linea incurvata del profilo del velivolo (a formare una sorta di gobba in posizione immediatamente posteriore all'abitacolo).
La sezione centrale della fusoliera ospitava, affiancati, i due turbogetti le cui prese d'aria erano del tipo a geometria variabile: l'impiego di tale soluzione, una delle prime occasioni nelle quali fu utilizzata, consentiva di ridurre, al di sotto di quella del suono, la velocità dell'aria in ingresso ai motori. L'alloggiamento dei turbogetti era ricoperto da patina d'oro termoriflettente.
L'ala era dotata di rivestimento realizzato in lega di alluminio e litio; era caratterizzata da angolo di freccia pari a 37,5° ed era priva di alettoni ma dotata di ipersostentatori e di deflettori; sul velivolo era inoltre installato un sistema di controllo dello strato limite che, spillando aria dai propulsori e soffiandola verso le superfici mobili, consentiva la riduzione della velocità nella delicata fase di appontaggio.
I piani di coda erano di tipo classico, costituiti da una singola deriva alla cui base, sul fianco della fusoliera, erano disposti i piani orizzontali. Le tre superfici erano interamente mobili, ciascuna incernierata ad un singolo perno, secondo lo schema sperimentato sul Bell X-1 e già applicato con successo dalla stessa North American nel Sabre e nel Fury. Tutte le superfici di controllo erano manovrate tramite uno dei primi sistemi fly-by-wire, benché permanesse un sistema meccanico d'emergenza in caso di malfunzionamento di quello principale.
Il carrello d'atterraggio era di tipo triciclo anteriore con elementi a ruota singola; il sistema di ritrazione prevedeva il ripiegamento verso l'avanti delle gambe mentre, nel caso degli elementi posteriori, le ruote compivano un movimento di 90° per disporsi nei rispettivi alloggiamenti.
Infine, allo scopo di agevolare lo stivaggio dei velivoli negli hangar delle portaerei, il cono di prua era ripiegabile di 180° (verso l'alto), le estremità alari erano incernierate e ripiegabili verso l'alto e la deriva era collassabile sul lato sinistro.

### Motore
Il Vigilante era equipaggiato con due motori a getto General Electric J79: si trattava di un propulsore il cui progetto aveva preso vita in quegli anni, tanto che sul prototipo dell'A3J furono installate unità motrici di pre-serie (come indicato dalla denominazione YJ79-GE-2).
Il J79 aveva compressore assiale ed era dotato di postbruciatore; la versione impiegata sui primi Vigilante di serie sviluppava una spinta pari a 48,5 kN che saliva fino a 75,6 kN con l'impiego del postbruciatore. Nella variante RA-5C il motore, nella versione J79-GE-10, sviluppava (con l'ausilio del postbruciatore) una spinta di 79,5 kN.

### Sistemi

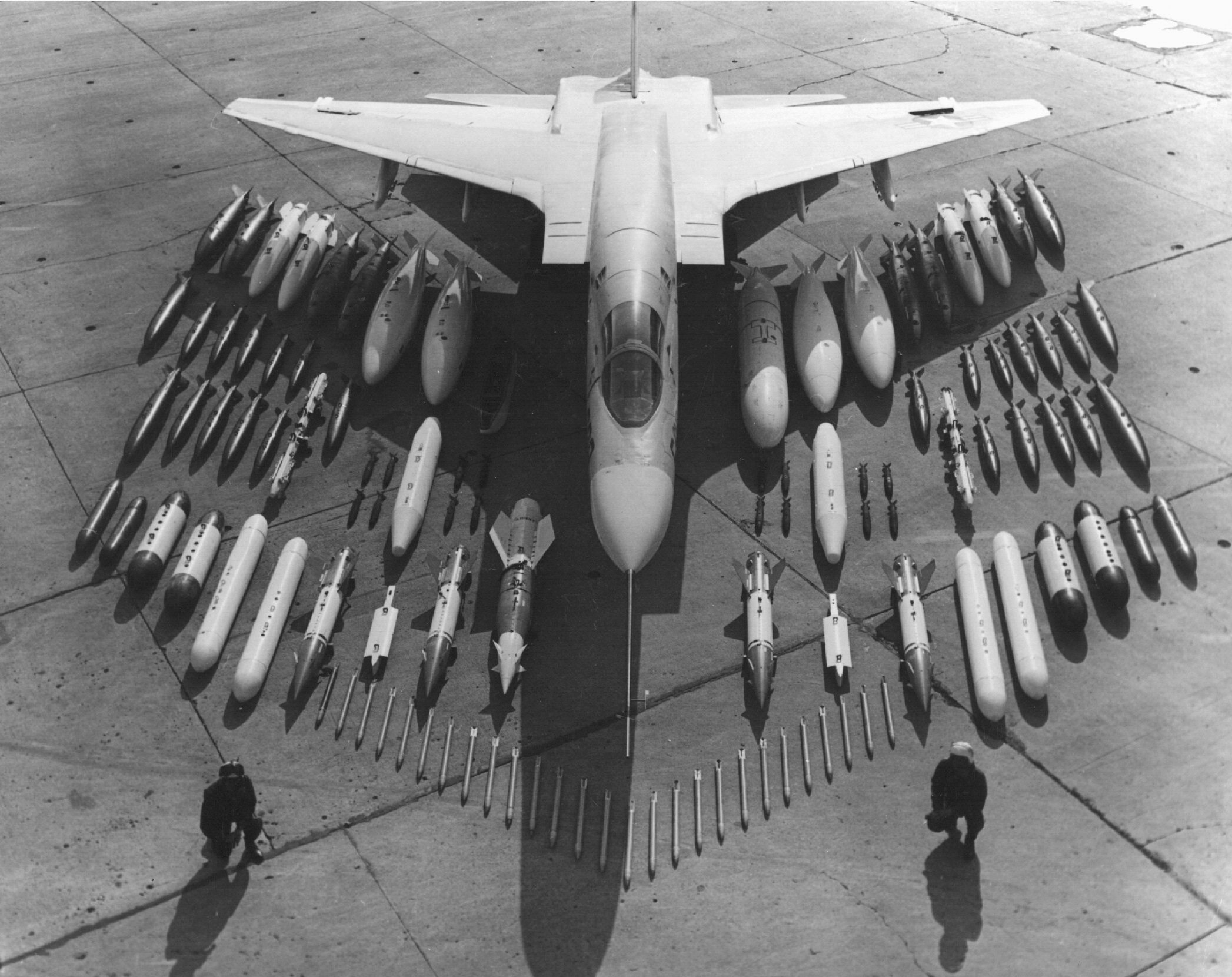
Un esemplare della versione A3J-2 (A-5B) mostrato con tutte le possibili alternative di armamento impiegabile; lo sviluppo della versione venne tuttavia abbandonato e tutti i velivoli fino ad allora costruiti furono trasformati in RA-5C.

L'A3J si caratterizzava per l'impiego di una lunga lista di novità tecnologiche, prevalentemente concentrate nel sistema computerizzato per l'individuazione del bersaglio e l'esecuzione del lancio: denominato "AN/ASB-12 Bomb Directing Set" era comandato da uno dei primi computer dotati di unità a stato solido impiegati in aviazione che era chiamato a gestire il "VERDAN" (acronimo di "Versatile Digital Analyzer") ed il "REINS" ("Radar-Equipped Inertial Navigation System", ereditato dal progetto del missile da crociera North American SM-64 Navaho).
Il Vigilante fu anche uno dei primi aerei dotati di head-up display che permetteva al pilota, tra l'altro, di visualizzare le immagini raccolte da una telecamera alloggiata nella parte inferiore del cono di prua.
La destinazione ad un ruolo completamente diverso comportò, come ovvio, una considerevole variazione nelle apparecchiature impiegate dalla versione da ricognizione RA-5C: pur senza rinunciare all'impiego del suddetto AN/ASB-12, furono introdotte una serie di foto e videocamere la cui disposizione venne concentrata in una struttura, dalla forma di una lunga canoa, disposta al centro della zona inferiore della fusoliera.
Unitamente alle apparecchiature ottiche la "canoa" sotto la fusoliera ospitava varie antenne e sensori collegati con i sistemi radar AN/ALQ-21 e AN/ALQ-61 (sistemi ELINT per la ricezione di emissioni radar e l'individuazione delle rispettive sorgenti e frequenze), AN/APD-7 (sistema radar a scansione laterale, in inglese SLAR: "Side Looking Airborne Radar") ed il sistema di visione all'infrarosso AN/AAS-21, dotato di campo visivo di 140°.
Durante le missioni di ricognizione notturna era possibile utilizzare un sistema di illuminazione stroboscopico alloggiato in un apposito pod subalare, autoalimentato da una piccola elica alloggiata nella zona posteriore.

### Sistemi d'arma
Il Vigilante era progettato per avere come principale carico offensivo un ordigno di tipo nucleare. La necessità di portare a termine la missione a velocità supersonica non permetteva l'impiego di una stiva per le bombe di tipo tradizionale (con portelli apribili nel ventre della fusoliera): venne quindi studiato un sistema che prevedeva lo stivaggio della bomba in un condotto collocato tra i due turbogetti con espulsione dall'estremità posteriore del velivolo.
Nel condotto, di lunghezza superiore a quella della bomba, vennero collocati anche due serbatoi di carburante che, già svuotati del loro contenuto una volta giunti sul bersaglio, venivano sganciati unitamente all'ordigno fungendo da elementi stabilizzatori. L'espulsione del complesso "bomba-serbatoi" avveniva lungo due guide all'interno del condotto ed era azionata da una carica esplosiva che spingeva il carico di caduta verso l'estremità posteriore.
Era inoltre prevista la possibilità di trasportare altri ordigni (sia convenzionali che nucleari) alloggiati in due piloni alari, ciascuno in grado di trasportare fino a 2 000 lb, il cui numero fu portato a quattro nelle versioni A5-B ed RA-5C.

## Impiego operativo
La carriera operativa del Vigilante ebbe inizio con le prove di appontaggio nel luglio del 1960; per dimostrare al Congresso la bontà della macchina (e quindi della spesa sostenuta), l'U.S. Navy utilizzò il Vigilante per stabilire diversi primati di velocità ed altitudine: il 13 di dicembre di quello stesso anno un esemplare raggiunse la velocità di Mach 2,1 e subito dopo fu portato fino a 91 000 ft di quota (pari a 27 750 m).
Le consegne dei primi esemplari di serie ebbero inizio a partire dal mese di giugno del 1961: i velivoli vennero assegnati al VAH-3 (un Replacement Air Group, unità addestrativa per piloti e personale tecnico di terra) schierato presso la Naval Air Station Sanford (situata nell'omonima località della Florida).
Nel mese di agosto dell'anno successivo ebbe luogo l'assegnazione al VAH-7 (in questo caso si trattava di uno Heavy Attack Squadron), reparto operativo schierato a bordo della USS Enterprise; la prima crociera, svolta nelle acque del Mar Mediterraneo ebbe un inatteso epilogo in relazione alla crisi dei missili di Cuba di metà ottobre.

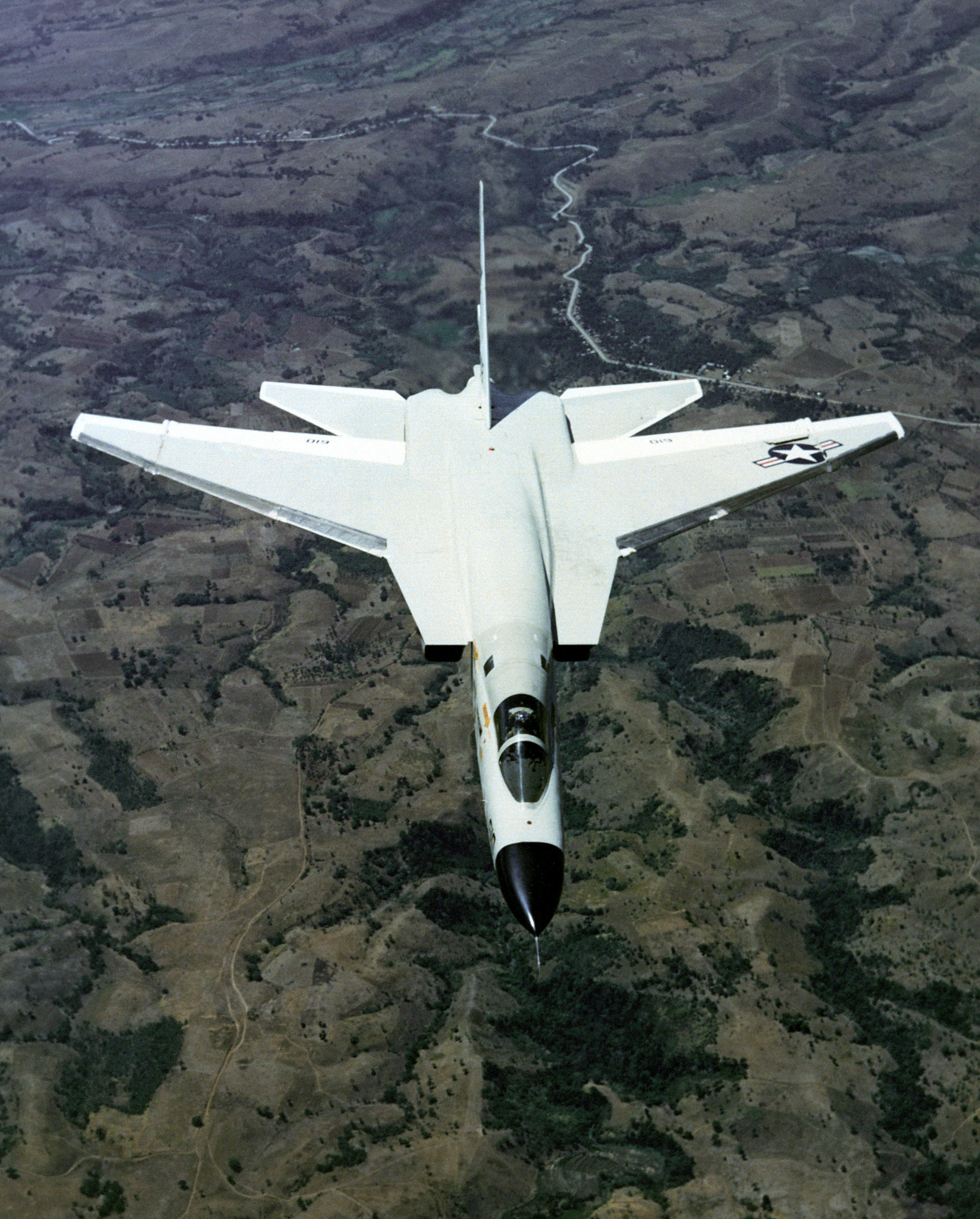
Veduta dall'alto di un Vigilante in volo.

Nel corso del 1963, quando già tre reparti di volo erano divenuti operativi (oltre al VAH-7, anche il VAH-1 ed il VAH-3), la scelta operata dalle autorità militari di affidare il ruolo di principale arma deterrente ai sottomarini lanciamissili balistici, determinò la fine della carriera del Vigilante in funzione di bombardiere strategico.
Fino a quel momento, tuttavia, il Vigilante aveva suscitato più di una perplessità circa le proprie capacità nel ruolo di bombardiere: il sistema di espulsione del carico offensivo dal condotto interno si era dimostrato inaffidabile tanto che, in più di un'occasione, l'intero gruppo "bomba-serbatoi di carburante/stabilizzatori" era scivolato fuori dal velivolo durante la fase di decollo assistito dalla catapulta.
In ogni caso l'U.S. Navy decretò l'interruzione dello sviluppo della seconda versione da bombardamento (A-5B) del Vigilante, privilegiando quello della versione da ricognizione fotografica (RA-5C); in seguito a tale decisione anche 43 dei 59 velivoli della serie A-5A furono modificati e portati allo standard operativo dei velivoli di nuova produzione.
I primi RA-5C furono consegnati a partire dal luglio del 1963 e, come già in precedenza, il primo reparto ad ottenerne l'assegnazione fu il Replacement Squadron di Sanford. Alla fine i reparti operativi (in questo caso ridesignati RVAH, ad indicare il ruolo di Reconnissance Heavy Attack Squadrons) ad utilizzare il Vigilante come ricognitore furono complessivamente nove.
Gli sviluppi operativi successivi all'incidente del Golfo del Tonchino portarono la USS Ranger ed i suoi Vigilante nelle acque antistanti il Vietnam per le prime missioni di ricognizione, inizialmente limitate ai cieli del Vietnam del Sud, nel timore che le tecnologie impiegate a bordo del velivolo potessero cadere nelle mani del nemico in caso di abbattimento.
Sebbene considerato come il miglior velivolo da ricognizione tattica a disposizione dell'U.S. Navy il Vigilante si rivelò uno strumento delicato e dalla complessa manutenzione: i sistemi ed i sensori elettronici si rivelarono spesso soggetti a malfunzionamenti, anche se taluni individuavano la causa di tali problemi non tanto nell'affidabilità degli strumenti quanto nell'inadeguata preparazione dei tecnici manutentori che non ne conoscevano a fondo il funzionamento.
Nel corso del conflitto furono complessivamente 18 i Vigilante abbattuti (13 dall'artiglieria contraerea, 2 da missili terra-aria, 1 in volo da un MiG-21 e due per cause ignote); dei 36 membri degli equipaggi, 9 furono recuperati con missioni di ricerca e soccorso.
L'elevato numero di abbattimenti era legato alla tipologia di missione che vedeva impegnati i Vigilante: utilizzati, in genere, sia per le missioni che precedevano l'attacco che per quelle immediatamente successive (destinate a verificare l'entità del danno causato) furono ben presto al centro dell'attenzione del nemico che imparò ad attendere la missione successiva all'attacco per colpire con relativa facilità. Come contromossa le missioni di verifica furono portate il più possibile a ridosso di quelle di attacco, subito dopo l'esplosione delle ultime bombe.
Particolarmente pericoloso e di scarsa utilità pratica si rivelò l'impiego del sistema di illuminazione stroboscopico che richiamava facilmente l'attenzione da parte del nemico.
La perdita dei velivoli nel corso dei combattimenti indusse l'U.S. Navy ad acquistare un nuovo lotto di 36 Vigilante dalla North American che, a tale scopo, dovette riaprire la linea di produzione.
A partire dal maggio del 1974, con la conclusione della guerra nel Vietnam, i reparti RVAH furono progressivamente smantellati ed i Vigilante stoccati presso la Davis-Monthan Air Force Base, sede dell'Aerospace Maintenance and Regeneration Center.
L'ultimo decollo di un Vigilante da una poraerei fu compiuto il 21 settembre del 1979 (dal ponte della USS Ranger) e l'ultima consegna alla Davis-Monthan AFB ebbe luogo il 20 novembre successivo.

## Versioni
I dati sulle versioni, se non diversamente indicato, sono tratti da "North American A3J Vigilante" in "www.uswarplanes.net"

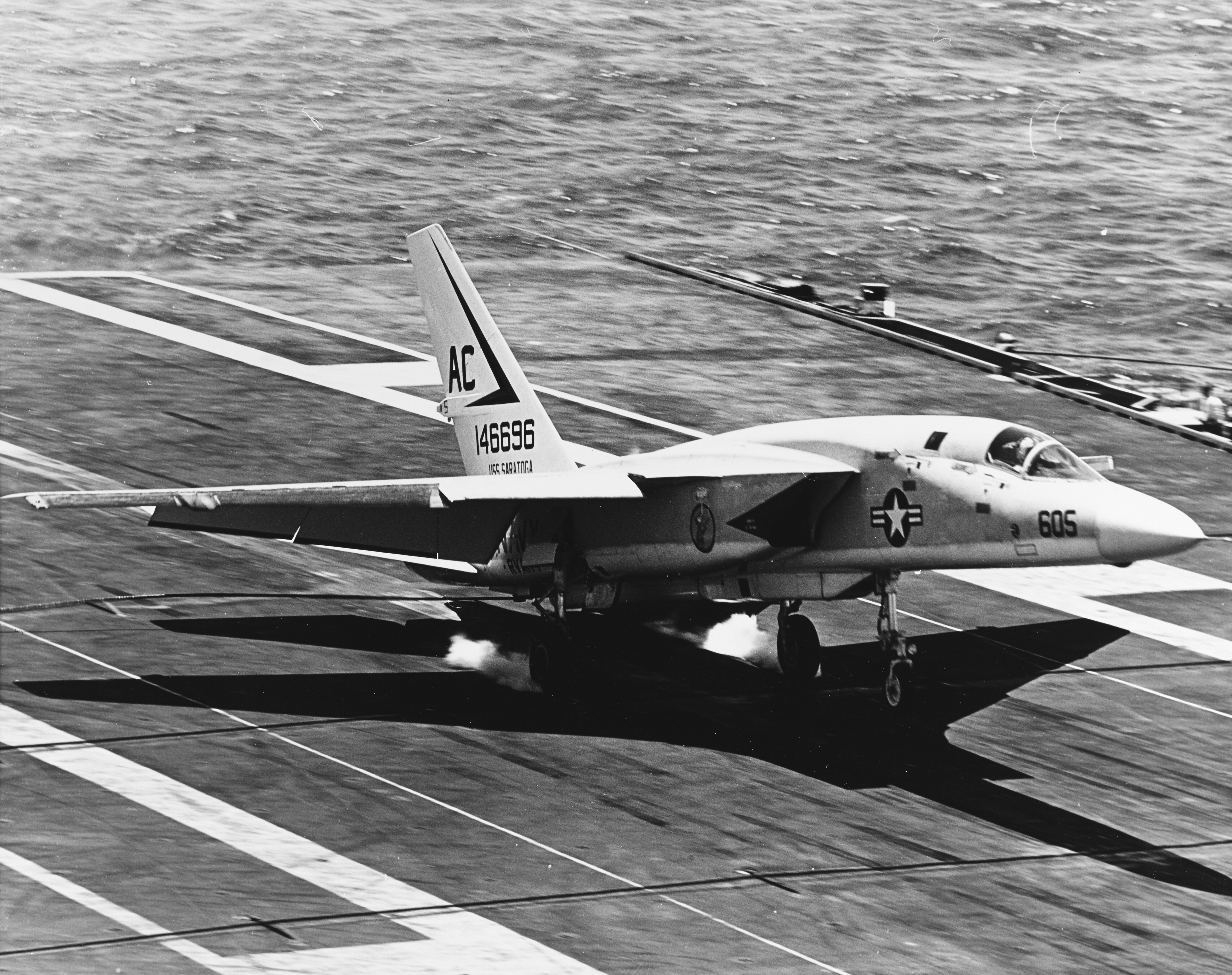
Un RA-5C Vigilante in atterraggio sulla portaerei.

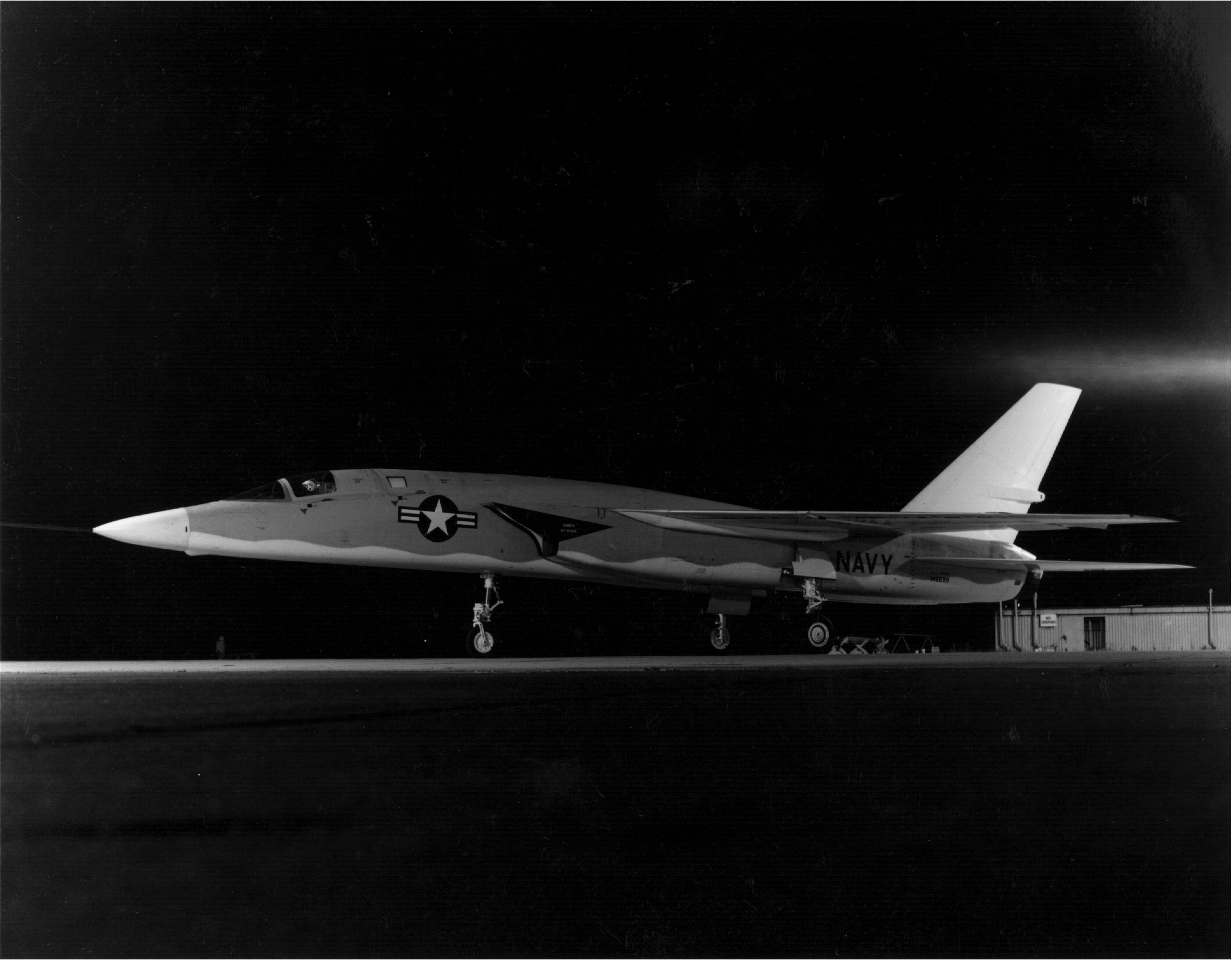
Un YA-5C

- XA3J-1: due prototipi (denominazione interna NA-247), prodotti tra il 1957 ed il 1958; ridenominati YA3-1 (secondo le consuetudini previste dal sistema di designazione), furono definitivamente indicati come YA-5A quando, nel 1962, venne unificato il sistema di designazione dei velivoli per le forze armate degli Stati Uniti d'America.
- A3J-1: prima versione di serie; costruita complessivamente in 57 esemplari di tre sotto-serie (identificate solamente tramite la denominazione interna del costruttore: 9 come NA-247, 14 come NA-263 e 34 come NA-269); un ordine per altri 6 esemplari venne cancellato. Prodotti tra il 1959 ed il 1963, dopo il 1962 ricevettero la sigla di denominazione A-5A. In un secondo tempo 43 esemplari (compreso 1 prototipo) furono portati allo standard RA-5C.
- A3J-2: seconda versione, con modifiche esteriori alla fusoliera ed incremento delle capacità di carico mediante l'installazione di quattro piloni subalari. La decisione di destinare il Vigilante al ruolo di ricognitore giunse quando due esemplari erano già stati completati (la loro denominazione dal 1962 mutò quindi in A-5B). Quattro velivoli, già in produzione sulla catena di montaggio, furono utilizzati come prototipi per la terza versione e denominati YA-5C. Gli ultimi 12 esemplari vennero prodotti direttamente secondo le nuove specifiche e completati come RA-5C. La denominazione interna di tutte le 18 cellule rimase, comunque, NA-269.
- A3J-3P: terza, ed ultima, versione di serie; destinata alla ricognizione, fu realizzata in 79 esemplari (oltre alla conversione dei velivoli delle precedenti varianti). Suddivisi in tre sottoserie produttive (20 esemplari come NA-279, 23 come NA-283 e 36 come NA-316), questi ultimi Vigilante furono prodotti a partire dal 1962 e l'ultimo lasciò gli stabilimenti della North American nel 1970. Dopo l'unificazione delle sigle, l'U.S. Navy assegnò a questi velivoli la denominazione RA-5C.
- Retaliator: versione dotata di un motore a razzo in aggiunta ai due turbogetti J79 proposta alla United States Air Force in funzione di intercettore senza, tuttavia, suscitarne l'interesse[12].
- NR-349: proposta per il programma Improved Manned Interceptor (IMI) destinata all'USAF, caratterizzata dall'adozione di due, successivamente tre, motori ed equipaggiata di 6 missili aria-aria AIM-54 Phoenix; anche in questo caso la proposta non ebbe esito positivo[12].

## Utilizzatori

### Militari
Stati Uniti
- United States Navy

### Periodici
- (EN) Jack Dean, Sleek Snooper, in Airpower, Volume 31, No. 2, gennaio 1981.
- (EN) Ken Ellis, North American A-5 Vigilante, in Flypast, agosto 2008.
- (EN) M. Hill Goodspeed, North American Rockwell A3J (A-5) Vigilante, in Wings of Fame, The Journal of Classic Combat Aircraft, Volume 19, Londra, Aerospace Publishing, 2000,  pp. 38-103, ISBN 978-1-86184-049-3.
- (EN) Robert R. "Boom" Powell, RA-5C Vigilante Units in Combat, in Osprey Combat Aircraft, Book 51, Londra, Osprey Publishing, ottobre 2004,  p. 96, ISBN 978-1-84176-749-9.
- (EN) William Siuru, Vigilante: Farewell to the Fleet's Last Strategic Bomber!, in Airpower, Volume 11, No. 1, marzo 2001.
- (EN) A3J a supersonic carrier based bomber for the U.S. Navy, in Flight, Sutton, Surrey - UK, Reed Business Information Ltd., 30 maggio 1958,  pp. 731-2. URL consultato il 13 maggio 2013.